# Fronteira Grécia–Macedónia do Norte
A fronteira entre a Grécia e a Macedônia do Norte é a linha de 246 km, na direção aproximada leste-oeste, que separa a província Macedônia Central do norte da Grécia do território da Macedônia do Norte. Passa pelo Lago Doiran, já nas proximidades  da tríplice fronteira Grécia-Macedônia do Norte-Bulgária. 
Passa também nas proximidades de Estrúmica e Bitola (Macedônia do Norte). O outro ponto triplo que limita essa linha divisória é a fronteira tríplice dos dois países com a Albânia, no Lago Prespa. 
A fronteira foi definida em 1913, quando a Macedônia do Norte, até então dominada pelo Império Otomano, foi dividida entre Grécia, Sérvia e Bulgária. Essa fronteira com a Grécia se manteve com o final da Primeira Grande Guerra, a existência e a dissolução da Iugoslávia. 

## Traçado
A fronteira entre a Grécia e a Macedônia do Norte, totalmente terrestre, corre de oeste a leste do Lago Prespa, onde se une à fronteira Albânia-Grécia em um ponto chamado Triethnes ("três nações") para encontrar-se com a fronteira Bulgária–Grécia. É quase completamente montanhosa, exceto ao nível do vale de Axios/Vardar e do planalto de Pelagônia. Este planalto é dividido entre os dois países que também compartilham as duas principais cidades: Florina na Grécia e Bitola na Macedônia. Separa a região grega da Macedônia Central das regiões macedônias de Pelagônia, Vardar e Sudeste.

## História

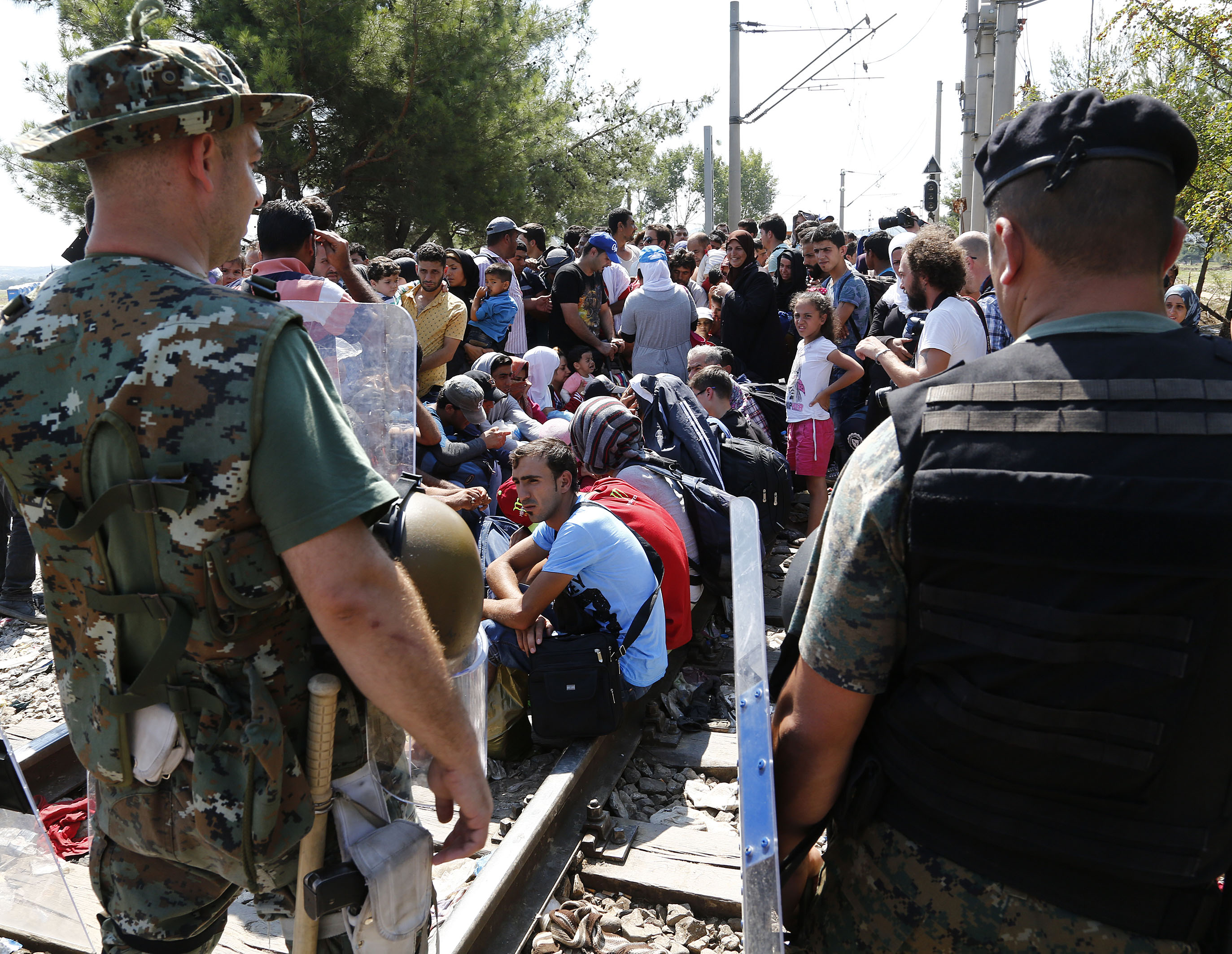
Soldados macedônios na fronteira.

Até as Guerras Balcânicas, a Grécia só fazia fronteira com o Império Otomano. Como resultado desses conflitos, a fronteira foi estabelecida entre os aliados gregos e sérvios. A fronteira posteriormente separou a Grécia e a República Federal Socialista da Iugoslávia e, depois de 1992, a Grécia e a República da Macedônia. No entanto, nunca foi questionada.
Esta fronteira desempenhou um papel importante na crise dos refugiados na Europa em 2015, uma vez que está localizada na rota para os Balcãs Ocidentais. Devido ao grande fluxo de refugiados no país, em 29 de novembro de 2015, o exército macedônio iniciou a construção de uma cerca de três metros de altura em partes da fronteira com a Grécia. Desde o final de novembro de 2015, ocorreram repetidos confrontos violentos entre os refugiados e os órgãos de segurança macedônios..